# Kotek cętkowany
Kotek cętkowany, taraj, kot cętkowany (Prionailurus viverrinus) – gatunek drapieżnego ssaka z podrodziny kotów (Felinae) w obrębie rodziny kotowatych (Felidae). Żyje wzdłuż brzegów rzek, w namorzynach, niedostępnych lasach tropikalnych i na trzęsawiskach Pakistanu, Indii, Sri Lanki, Indonezji. Gatunek ten jest chroniony przepisami konwencji waszyngtońskiej (CITES).

## Taksonomia
Gatunek po raz pierwszy zgodnie z zasadami nazewnictwa binominalnego opisał w 1833 roku brytyjski zoolog Edward Turner Bennett nadając mu nazwę Felis viverrina. Holotyp pochodził z Indii.
Autorzy Illustrated Checklist of the Mammals of the World rozpoznają dwa podgatunki.

### Etymologia
- Prionailurus: gr. πριων priōn, πριονος prionos „piła”; αιλουρος ailouros „kot”[13].
- viverrinus: łac. viverrinus „jak fretka”, „fretkowaty", od viverra „wiwera”[14].
- rizophoreus: nowołac. rhizophorus „namorzynowy”, od nazwy rodzaju botanicznego Rhizophora Linnaeus, 1753 (korzeniara), od gr. ῥιζοφορος rhizophoros „z korzeniami”, od ῥιζα rhiza „korzeń”; -φορος -phoros „-noszący”, od φερω pherō „nosić”[15].

## Zasięg występowania
Kotek cętkowany występuje w południowej i południowo-wschodniej Azji zamieszkując w zależności od podgatunku:
- P. viverrinus viverrinus – Sri Lanka, Indie, kontynentalna część południowo-wschodniej Azji i Sumatra.
- P. viverrinus rizophoreus – Jawa.

## Morfologia
Długość ciała (bez ogona) 57–115 cm, długość ogona 24,1–40 cm; masa ciała 5–16 kg; dorosłe samce są większe i cięższe od dorosłych samic. Ma krępe ciało. Jego sierść jest szara lub szarooliwkowa w ciemne cętki, natomiast kończyny i ogon są poprzecznie pręgowane. Zewnętrzna warstwa szorstkiego włosia zatrzymuje wodę, która nie dostaje się do skóry a nawet do izolującej warstwy wewnętrznego futra. Charakterystyczną cechą taraja są jego nogi – silnie umięśnione. Stopy natomiast posiadają błonę pławną, która ułatwia pływanie. Taraj jest aktywny głównie nocą i o zmierzchu. Dobrze pływa, na drzewa wspina się rzadko. Ma doskonały wzrok i słuch.

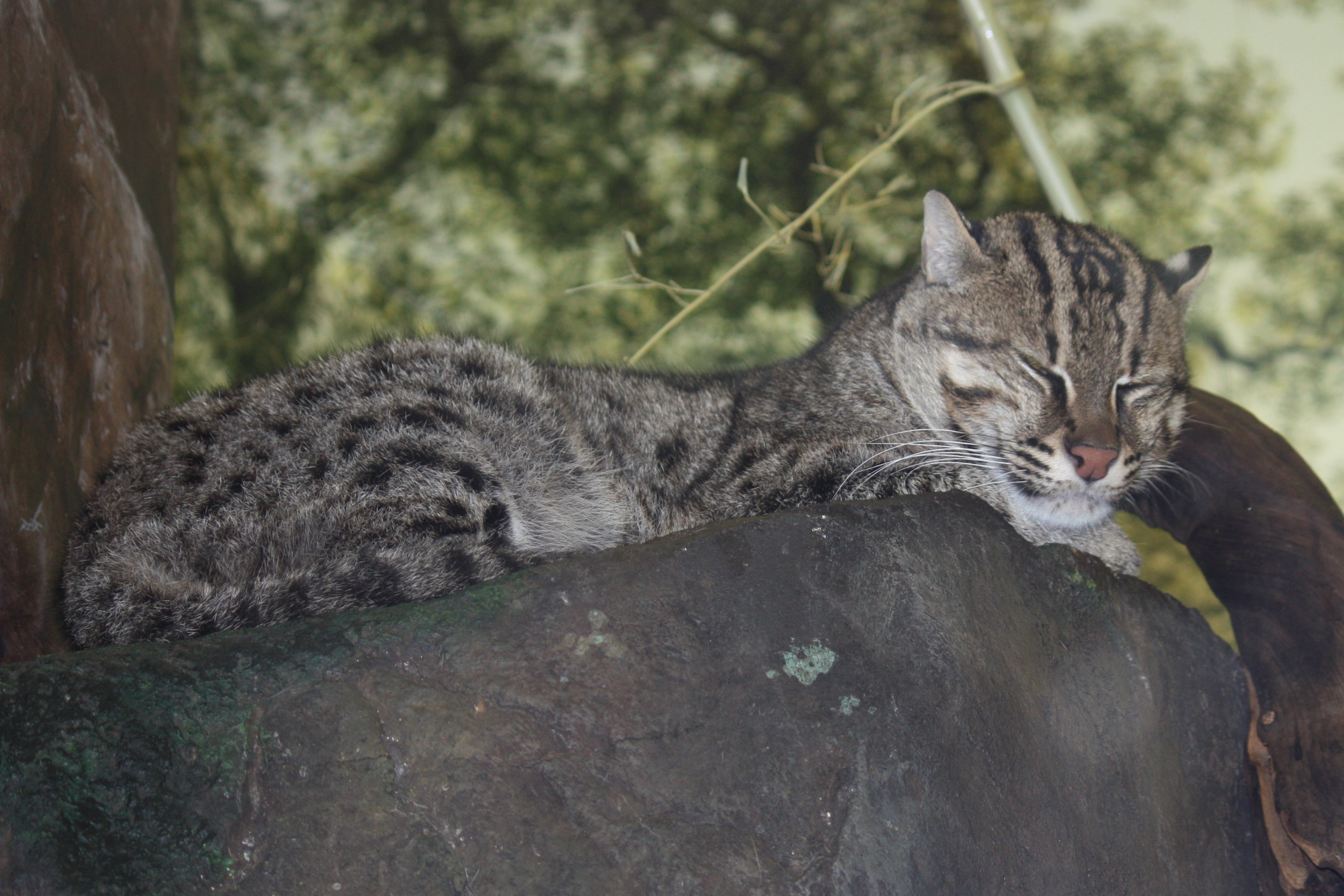
Śpiący taraj

## Ekologia
PożywieniePrzyczajony na skale, na piaszczystej ławicy lub brodząc w płytkiej wodzie łowi ryby przednimi łapami wyposażonymi w ostre pazury. Pożera mięczaki słodkich wód, kraby, węże i żaby, atakuje stada owiec u wodopoju. Poluje również na ptaki i gryzonie.
RozródŻyje samotnie, łączy się w pary tylko w okresie godowym. Ciąża trwa 63-68 dni, samica rodzi 1 – 2 młode.